# وریتاسیوم
وریتاسیوم (به انگلیسی: Veritasium) یک کانال علمی و آموزشی به زبان انگلیسی در وبگاه یوتیوب است که توسط درک مولر در سال ۲۰۱۰ ساخته شد. ویدیوهای آن در سبک‌های گوناگونی از مصاحبه با متخصص‌ها مانند برندگان جایزه نوبل فیزیک در سال ۲۰۱۱ برایان اشمیت  تا آزمایش‌های علمی و مصاحبه با افراد گوناگون در جامعه برای یافتن تصورات غلط در مورد علم هستند. تا ۲۷ دسامبر ۲۰۱۹ این کانال ۲۸۵ ویدیو و ۶/۵ میلیون مشترک دارد.

## نام
نام "veritasium" در واقع ترکیبی است از واژهٔ Veritas در زبان لاتین به معنای حقیقت و پسوند -ium که پسوند شمار فراوانی از عناصر است و در نهایت واژهٔ Veritasium به معنای عنصر حقیقت را می‌سازد. از آنجایی که چنین عنصری وجود ندارد عدد اتمی مربوط به آن i که یکه موهومی است تعریف شده و جرم اتمی آن نیز ۴۲٫۰ تعریف شده است.